# 森尚謙
森 尚謙（もり しょうけん、承応2年閏6月19日（1653年8月12日） - 享保6年3月13日（1721年4月9日））は、江戸時代中期の儒学者、水戸藩士。摂津天満の医師森壽庵の息子。大坂で福住道祐に医術を、京都で松永昌易に儒学を学び、貞享元年（1684年）、徳川光圀の招きを受け、後の『大日本史』の根幹を成した。字は利渉。復庵、不染居士、儼塾と号す。

## 経緯
徳川家光の命により、林羅山が宇多天皇（931年）までの『本朝編年録』を1640年に上梓したが、1657年の明暦の大火で原本を焼失。代わって水戸藩世子の徳川光圀が、江戸駒込別邸を拠点に修史事業をもくろむ。そして、1661年に水戸藩主となると、満州人の清から長崎に亡命してきていた明の実学者（陽明学者）朱舜水を1665年に招き、小石川藩邸に彰考館を置いて、事業を本格化する。一方徳川家綱も、羅山の子の林鵞峯に命じて『本朝編年録』を補わせ、後陽成天皇（1617年）までの『本朝通鑑』310巻を1670年に作らせた。彰考館も、1676年に後醍醐天皇（1339年）までの『新撰紀伝』104巻が完成させるが、水戸光圀は北畠親房や朱舜水の影響を受け、その後の南北朝における南朝の正当性を論証する必要性を強く感じ、事業の続行を指示する。しかし、1682年にこの事業の精神的な支柱である朱舜水が死去してしまう。
水戸光圀は、とりあえず舜水の弟子の人見懋斎（藤田懋斎）と安積澹泊とを彰考館の初代総裁・編修としつつ、舜水に代わるに足る逸材を求めたところ、光圀側近の佐々宗淳（助さんのモデル）が、寛容な朱子学者の藤原惺窩の流れをくむ32歳の俊才、森尚謙を推挙した。貞享元年（1684年）、光圀はこれを250人扶持で彰考館の編修に抜擢し、本紀列伝の作成を命じた。尚謙は、この列伝で採り上げるべき日本史を代表する人物を選出し、その後の200年に及ぶ水戸藩修史事業の根幹をなした。
ところが、5代将軍徳川綱吉とともにその側用人の柳沢吉保が権勢をふるうようになり、1690年、光圀は実子の頼常ではなく、兄の子の綱條に家督を譲らされ、翌1691年には水戸の西山荘に隠居させられる。これとともに、藩内でも光圀派に対する追い落としが始まり、彰考館においても、朱子学者の尚謙ではなく、実学者（陽明学者）の澹泊が1693年に総裁（複名制）の座に上がり、本紀（歴代天皇）以外の修史事業を停止してしまう。1695年には、家老の藤井徳昭までもが柳沢吉保と謀って光圀失脚を企てたとして、光圀は江戸屋敷での能会にて徳昭を暗殺した。1696年に側近の佐々宗淳を彰考館総裁に挙げて反撃を試みるが、1年足らずで降ろされた。このため光圀派は1697年、光圀のいる水戸に移り、新たに水戸彰考館（水館）を開いて、江戸彰考館（江館）が放棄した列伝の作成を続ける。
また、尚謙は藩主の侍医侍講となり、元禄10年（1697年）、光圀の命により、水戸本町の自宅屋敷内に講堂を建てて儼塾（私塾ではなく、最初期の公的藩校のひとつ）を開き、歴史と正名を思想の根本とする水戸学を切り開いて、その教育普及に当たる。また、彼は、朱子の知先行後を重んじ、医術や兵学、剣術にも長けており、文武両道を誇った。くわえて、儒学仏道の学識も高く、その両立を主張した。江館総裁の澹泊は、陽明の知行合一の立場から水館の尚謙を激しく論難し続け、その著作すべてを藩内から焼き払うことを命じたが、水館で澹泊に従う者はいなかった。
尚謙は、国内各地の知識人たちと交流していた。なかでも、同じ侍医でもあった赤穂藩の寺井玄渓とは親しかった。1701年春に起きた赤穂事件において、玄渓はただちに江戸藩邸から赤穂城に戻り、筆頭家老大石良雄の腹心として、善後策の立案実行に奔走した。尚謙もまた、この間の事情を熟知し、1702年末の討ち入りの報に接しては、玄渓の安否を気遣った。実際は、玄渓の労と才を惜しむ大石の命により、玄渓は討ち入りへの参加を禁じられており、事件後、玄渓は、尚謙とともに林鳳岡に働きかけ、赤穂浪士の助命嘆願を行う。これに対し、尚謙を嫌う江館の澹泊は、林家を去らされ柳沢吉保に取り立てられた独学の荻生徂徠らとともに、法は法であるとして、浪士切腹を主張した。結局、浪士が末節を汚すことを恐れる公弁法親王の意見により、1703年春、吉良家改易処分とともに、切腹に決まった。
1715年、両彰考館によって、ようやく紀伝が揃うが、書名として、尚謙らの水館は『皇朝新史』を、澹泊らの江館は『大日本史』を主張して争い、最終的には、江館寄りの藩主の綱條の裁定によって後者に決まった。
享保6年3月13日、没69歳。男子はなく、小田倉家から医師森尚生を婿養子に迎え、跡取りとした。水府森家はその後も代々、水戸において藩主の侍医侍講を務め、尚謙が開いた儼塾は5代目の森海庵を経て、その水戸学と文理融合、文武両道の精神とともに、1841年創設の水戸藩校、弘道館に引き継がれることになる。しかし、融和的で穏健な尚謙の思想と排他的で過激な澹泊の思想は、同じ水戸学内での深い亀裂として、永らく水館と江館の対立の基調となり、幕末の立原翠軒と藤田幽谷の師弟決別から、弘道館の諸生党と筑波山の天狗党の抗争へ発展し、安政の大獄、桜田門外の変、天狗党の乱、弘道館戦争へと、血で血を洗う内戦を引き起こすことになる。

## 墓所
- 神崎寺（茨城県水戸市天王町8-17）

## 著書
- 『儼塾集』全10巻（1698年）
- 『護法資治論』全10巻（1707年）

## 資料
- 原念斎『先哲叢談』巻五（1817年）
- 水戸彰考館『水府系纂』第四八巻「貞享年中奉仕輩累系」
- 柴田光彦『翻刻博画堂漫録』序文「昭和53年3月刊 早稲田大学図書館紀要第19号抜刷」